# Dual Analog Controller

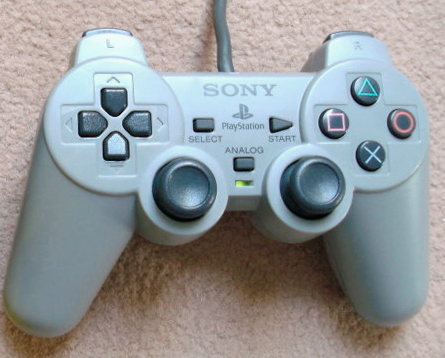
Dual Analog controller

Il Dual Analog Controller (SCPH-1150 in Japan SCPH-1180e in Europa)  è una periferica Sony PlayStation, l'antecedente del DualShock.

## Storia
Annunciato in una conferenza stampa del 1995, il Dual Analog Controller venne mostrato sotto teca di vetro al PlayStation Expo 96-97 (che si è tenuto dal 1 al 4 novembre 1996). Lanciato in Giappone in aprile 1997, in coincidenza con l'uscita dei primi titoli compatibili Tobal 2 e Bushido Blade.
Questo pad aveva un controllo più preciso e definito, nonché con un'esperienza vibrante che avrebbe consentito un nuovo modo di giocare.
Prima del suo debutto negli Stati Uniti, il portavoce della Sony annunciò la totale rimozione della vibrazione, in quanto, secondo la casa produttrice, il vero punto di forza del pad era la modalità analogica.
Esce negli Stati Uniti il 27 agosto 1997 e in Europa, con una piccola campagna pubblicitaria, qualche mese dopo. In Giappone intanto esce già il DualShock (20 novembre 1997).
Namco aveva già prodotto un controller analogico chiamato neGcon, ma la modalità analogica del Dual Analog Controller non era compatibile con la modalità analogica del NeGcon in titoli come WipEout e Ridge Racer. Need for Speed II, Gran Turismo, e Gran Turismo 2 accettavano entrambe le modalità analogiche.
I giocatori giapponesi iniziarono a lamentarsi della dimensione eccessiva dell'impugnatura; inoltre la mancanza della vibrazione nella versione americana ed europea convinsero Sony ad una riprogettazione del joypad.
La distribuzione del Dual Analog Controller è stata discontinua nei tre mercati mondiali nel 1998; inoltre una schiera di videogiocatori continuava a sostenere le qualità del joypad, evidenziando una migliore presa e una migliore disposizione dei tasti L e R.

## Descrizione
La maggior caratteristica è la totale assenza di vibrazione (presente solo nel modello nipponico) per i mercati statunitensi ed europei, a causa di un'infelice scelta di mercato.
Vennero prodotti i seguenti modelli: SCPH-1150 in Giappone, SCPH-1180 negli Stati Uniti e SCPH-1180e in Europa.

## Differenze col DualShock
Il Dual Analog Controller è dotato di caratteristiche e difetti unici, che verranno poi corretti e migliorati nel successivo DualShock.
- Solo la versione giapponese è dotata della vibrazione (da non confondersi con quella del DualShock; questa ha un solo motore).
- A causa di giochi che non supportavano la vibrazione le versioni americane ed europee non supportavano questa funzione (essendo però più leggere rispetto al DualShock).
- La versione giapponese era disponibile nelle colorazioni nero e grigio mentre le versioni americane ed europee erano disponibili solo in grigio.
- L'impugnatura era più lunga rispetto al DualShock.
- Gli stick analogici erano concavi e di plastica, senza rivestimento in gomma.
- I tasti L2 e R2 erano maggiormente distanziati dai loro vicini L1-R1.
- Includeva anche una terza modalità (riferita alla periferica Sony PlayStation FlightStick Analog Controller), segnalata con un LED verde.
- Il tasto per il passaggio dalla modalità Analogica era molto vicino agli stick, consentendo così una pressione involontaria durante il gioco.
- Mancando i motori per la vibrazione il joypad era estremamente più leggero.
- La resistenza meccanica esercitata dai controlli analogici era inferiore a quella dei controlli del DualShock; da questa caratteristica derivava inoltre una tendenza a rompersi molto più facilmente in seguito agli urti rispetto al DualShock.